# Merophyas divulsana
Merophyas divulsana (tên tiếng Anh: Lucerne Leaf Roller) là một loài bướm đêm thuộc họ Tortricidae. Nó được tìm thấy ở Úc và cũng đã được phát hiện ở New Zealand.
Sải cánh dài khoảng 15 mm.

## Hình ảnh

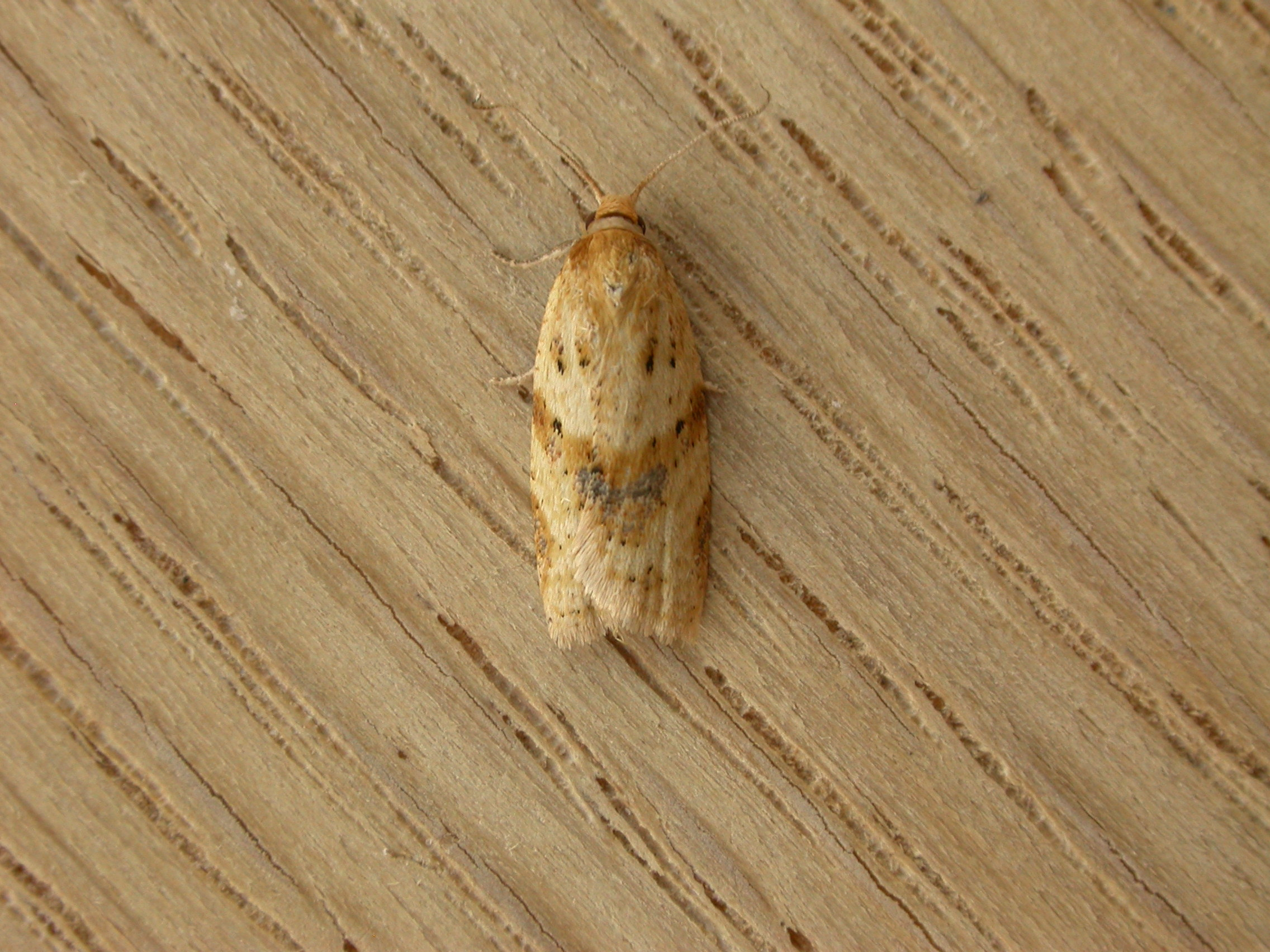